# Фудбалски савез Панаме
Фудбалски савез Панаме (шп. Federación Panameña de Fútbol (FESFUT)) је званично руководеће тело фудбала у Панами и задужено је за фудбалску репрезентацију Панаме. ФЕПАФУТ је био један од оснивача КОНКАКАФа 1961. године.
ПФФ је основан 1937. године, придружио се ФИФАи 1938. године, а КОНКАКАФа 1961. године, одмах након стварања организације. Постала је један од оснивача УНКАФа. 1991. године. Савез организује активности и управља фудбалским репрезентацијама (мушкарци, жене, омладина). Државно првенство и многа друга такмичења одржавају се под покровитељством федерације.

## Достигнућа
- Светско првенство у фудбалу

Учешћа: 2018
- КОНКАКАФ златни куп

Учешћа: 1963, 1993, 2005, 2007, 2009, 2011, 2013